# Nagypall
Nagypall (deutsch Pahl) ist eine ungarische Gemeinde im Kreis  Pécsvárad im Komitat Baranya.

## Geografische Lage
Nagypall liegt drei Kilometer südöstlich der Kreisstadt Pécsvárad, an dem Fluss Nagypalli-patak. Die Nachbargemeinde Fazekasboda befindet sich drei Kilometer südöstlich des Ortes.

## Geschichte
Im Jahr 1913 gab es in der damaligen Kleingemeinde 126 Häuser und 621 Einwohner auf einer Fläche von 1323 Katastraljochen. Sie gehörte zu dieser Zeit zum Bezirk Pécsvárad im Komitat Baranya.

## Sehenswürdigkeiten
- Dorfmuseum (Falumúzeum)
- Reformierte Kirche, erbaut 1793 (Spätbarock), im 19. Jahrhundert umgebaut
- Römisch-katholische Kirche Mindenszentek, erbaut 1885
- Szent Vendel-Statue (Szent Vendel-szobor)
- Weltkriegsdenkmal (II. világháborús áldozatok emlékműve)

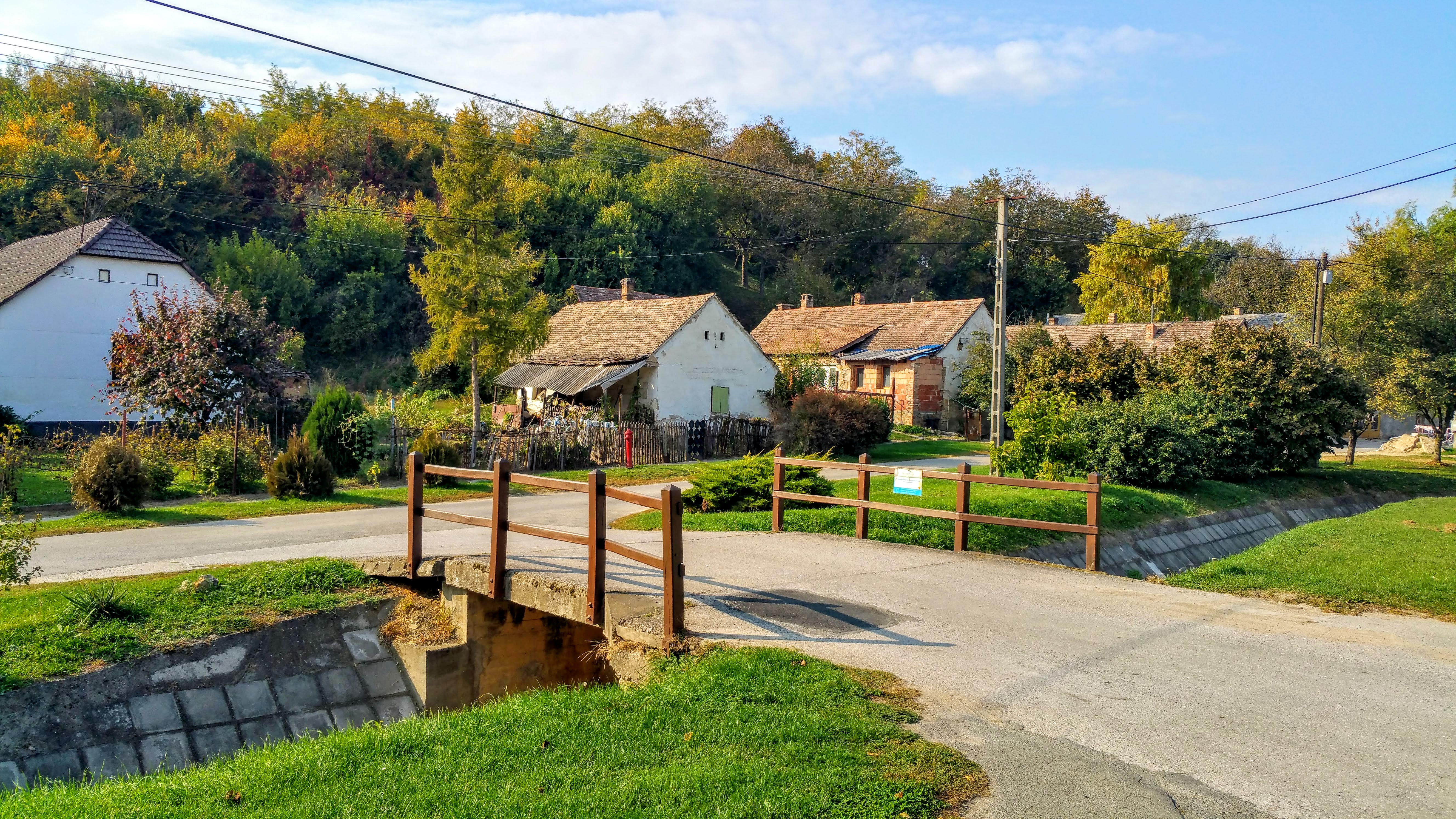
Petőfi utca
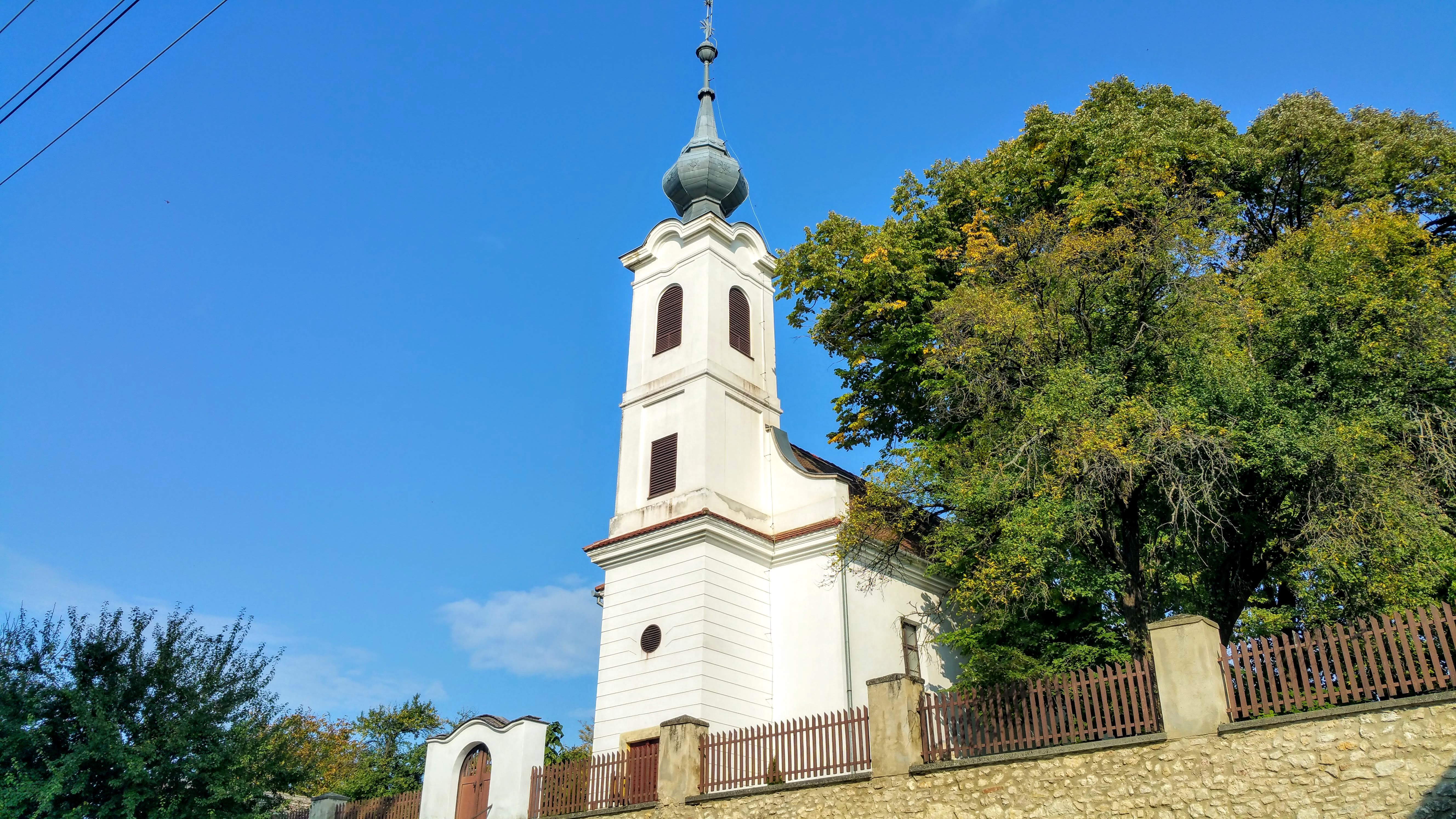
Reformierte Kirche
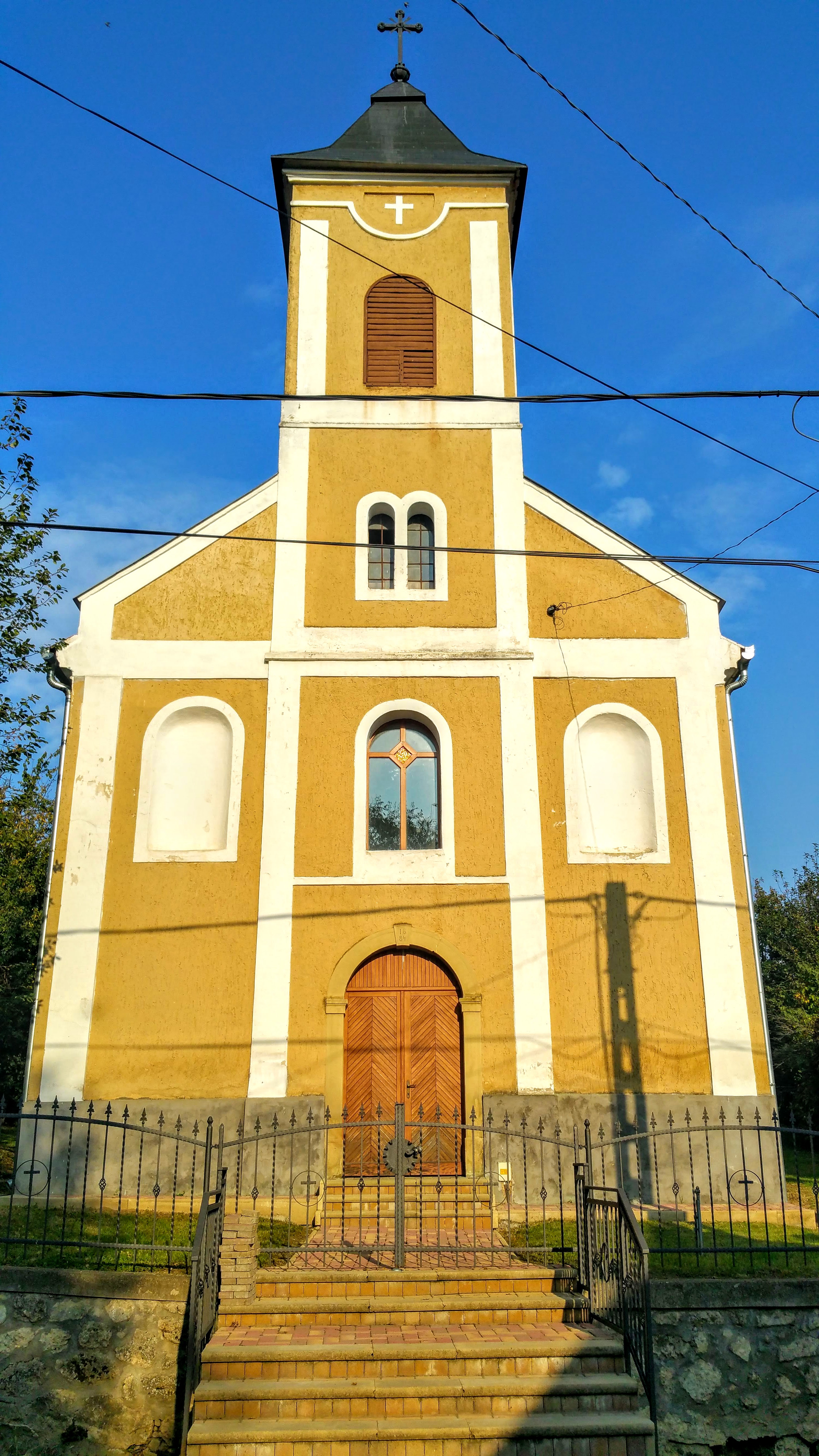
Röm.-kath. Kirche Mindenszentek

## Verkehr
Durch Nagypall verläuft die Landstraße Nr. 5607. Der Personenverkehr auf der Eisenbahnstrecke von Pécsvárad nach Pécs wurde 2009 eingestellt, so dass Reisende die mehr als 20 Kilometer entfernten Bahnhöfe in Pécs oder Hidas-Bonyhád nutzen müssen.